# 第62次長期滞在
第62次長期滞在（だい62じちょうきたいざい）は、2020年2月6日 5:50 UTCのソユーズMS-13から始まった、国際宇宙ステーションの62回目の長期間のミッション。この長期滞在ではアメリカ人宇宙飛行士のジェシカ・メイアおよびアンドリュー・R・モーガンとともに、ロシアのオレグ・スクリポチカ船長が参加した。第62次長期滞在の第2期にはソユーズMS-16で到着した3人の乗組員が加わった。

## クリー
| Position              | 第1期 （2020年2月6日 – 4月9日）                 | 第2期 （2020年4月9日 – 17日）                          |
| --------------------- | ----------------------------------------------- | ------------------------------------------------------ |
| 船長                  | オレグ・スクリポチカ、RSA 3回目の宇宙飛行       | オレグ・スクリポチカ、RSA 3回目の宇宙飛行              |
| 第1フライトエンジニア | ジェシカ・メイア、NASA 1回目の宇宙飛行          | ジェシカ・メイア、NASA 1回目の宇宙飛行                 |
| 第2フライトエンジニア | アンドリュー・R・モーガン、NASA 1回目の宇宙飛行 | アンドリュー・R・モーガン、NASA 1回目の宇宙飛行        |
| 第3フライトエンジニア |                                                 | アナトリー・イワニシン、RSA 3回目で最後の宇宙飛行      |
| 第4フライトエンジニア |                                                 | イワン・ワグネル、RSA 1回目の宇宙飛行                  |
| 第5フライトエンジニア |                                                 | クリストファー・キャシディ、NASA 3回目で最後の宇宙飛行 |

## クルー覚書
ソユーズMS-16は当初は第63次/第64次長期滞在クルーとして、チーホノフ、バブキンおよび日本の星出彰彦飛行士をISSに輸送することになっていた。2019年10月31日にNASAのクリス・キャシディ飛行士が、商業乗員輸送計画の遅延に直面したが、常時アメリカ人飛行士がステーションに搭乗することが確実になるように、星出の代わりにこのミッションで飛行することが発表された。この変更はソユーズMS-16のクルーが第62次長期滞在の一部となることも意味した。この長期滞在はまた、第50次長期滞在以来はじめてISSのロシア側セグメントに3名のクルーが揃うことになり、さらに2ヶ月ちょっとという計画の中で最も短期間の長期滞在となった。

## 徽章デザイン覚書
2019年2月に、グラフィックデザイナーでアートディレクターのジェシー・バウワース（サイファ）が第62次長期滞在のパッチをデザインした。